# جورج واشنطن بريدغز
جورج واشنطن بريدغز هو قاضي ومحامي وسياسي أمريكي، ولد في 9 أكتوبر 1825 في تشارلستون في الولايات المتحدة، وتوفي في 16 مارس 1873 في أثينا في الولايات المتحدة. نشط حزبياً في الاتحاد. وقد انتخب عضو مجلس النواب الأمريكي ‏.